# 社会民主联合
社会民主联合（日语：／ Shakai Minshu Rengō），简称社民联，是一个已解散的日本政党，成立于1978年3月，成员主体是部分1977年自日本社会党脱党的议员。
社会民主联合的前身是1977年10月江田三郎一派结成的社会市民联合以及1977年9月田英夫一派结成的社会俱乐部（日语：社会クラブ）。1978年3月，两派宣布合并为社会民主联合。社会民主联合主张非自民、非共产的政党轮替方案，并以此为最优先事项。1993年，社会民主联合曾是细川连立内阁的成员之一。1994年5月22日，社会民主联合宣布自身已达成历史使命，决定解散。此后，社会民主联合成员分别加入日本社会党、先驱新党，以及日本新党。
日本第94任内阁总理大臣（首相）菅直人具有社会民主联合背景，是社会民主联合的创立者之一。

## 历史
社会民主联合以自日本社会党脱党的议员为主体，前身是江田三郎一派组成的社会市民联合（日语：社会市民連合）以及田英夫等人结成的社会俱乐部（日语：社会クラブ）。
20世纪60年代，日本社会党内以社会主义协会为中心的左派逐渐成为党内的主流，主张构造改革的江田三郎日渐成为党内的非主流派，受到社会党左派的批判。长期不得志的江田三郎于1977年宣布脱离日本社会党，与其他同期脱党的议员组成了“社会市民联合”。不久之后，江田三郎就去世了。
1978年3月，社会市民联合与1977年10月脱离日本社会党的田英夫等人组建的社会俱乐部合并，组成社会民主联合。
社会民主联合以促成政党轮替为主要目标，支持建立非自民、非共产连立政权。20世纪90年代初，日本开始讨论向中东派遣自卫队的PKO法时，民社党、公明党对此持赞成态度，而社会民主联合与日本社会党都反对PKO法。两党因此曾组成会派“日本社会党・护宪民主联合”。
1993年，社会民主联合曾是细川连立内阁的成员之一，党首江田五月（江田三郎之子）于细川内阁中出任科学技术厅长官。

### 解散、后续
1994年5月22日，因日本已实现政党轮替，社会民主联合宣布自身已达成历史使命、决定解散。社会民主联合的议员分别加入日本社会党、先驱新党，以及日本新党。
社会民主联合末任代表江田五月后来加入民主党，并于2007年-2010年任参议院议长。在民主党执政期间，江田五月曾担任法务大臣、环境大臣等职务。
同样出身社会民主联合的菅直人曾于先驱新党在籍期间于第1次橋本內閣出任厚生大臣。后来，菅直人于1996年主导创建民主党的前身旧民主党。2010年-2011年间，菅直人以民主党籍议员身份出任日本第94任内阁总理大臣（首相）。

## 主张
社会民主联合发起人之一江田三郎将美国的生活水平、苏联的社会保障、英国的议会民主制，以及日本特有的和平宪法作为自己主张的核心。1978年社会民主联合结党时，提出了追求自由的社会主义社会、渐进改革的纲领。
社会民主联合以促成日本的政党轮替为主要目标，提倡非自民、非共产连立政权方案。

## 历任党首
| 社会市民联合代表                   | 社会市民联合代表 | 社会市民联合代表 | 社会市民联合代表              |
| 任次                               | 代表             | 代表             | 在任期间                      |
| ---------------------------------- | ---------------- | ---------------- | ----------------------------- |
| 1                                  |                  | 江田三郎         | 1977年3月26日 - 1977年5月22日 |
| 2                                  |                  | 大柴滋夫         | 1977年5月 - 1978年3月26日     |
| 2                                  | 江田五月         |                  | 1977年5月 - 1978年3月26日     |
| 2                                  | 菅直人           |                  | 1977年5月 - 1978年3月26日     |
| 社会俱乐部代表                     |                  |                  |                               |
| 1                                  |                  | 田英夫           | 1977年9月28日 - 1978年3月26日 |
| 社会民主联合常任役员会代表（党首） |                  |                  |                               |
| 1                                  |                  | 田英夫           | 1978年3月26日 - 1985年2月10日 |
| 2                                  |                  | 江田五月         | 1985年2月10日 - 1994年5月22日 |

## 选举成绩
本节记述社会民主联合在历届众议院与参议院选举中的成绩。除备注一栏外，其余栏目出现不适用时会填上“-”。

### 众议院
| 选举       | 当选/总席次 | +/– | 当选/候补人数 | 状态     | 备注 |
| ---------- | ----------- | --- | ------------- | -------- | ---- |
| （建党时） | 0 / 468     | -   | -             | 反对党   |      |
| 1979年     | 2 / 511     | ▲2  | 2/7           | 反对党   |      |
| 1980年     | 3 / 511     | ▲1  | 3/5           | 反对党   |      |
| 1983年     | 3 / 511     | ━   | 3/4           | 反对党   |      |
| 1986年     | 4 / 512     | ▲1  | 4/5           | 反对党   |      |
| 1990年     | 4 / 512     | ━   | 4/6           | 反对党   |      |
| 1993年     | 4 / 511     | ━   | 4/4           | 执政联盟 |      |

### 参议院
| 选举       | 当选/改选席次 | 席次/总席次 | +/- | 当选/候补人数 | 备注                       |
| ---------- | ------------- | ----------- | --- | ------------- | -------------------------- |
| （建党时） | -             | 3 / 252     | -   | -             |                            |
| 1980年     | 0 / 126       | 1 / 252     | ▼2  | 0/1           | 后递补当选1人              |
| 1983年     | 1 / 126       | 1 / 252     | ━   | 2/10 联合名单 | 与新自由俱乐部组成联合名单 |
| 1986年     | 0 / 126       | 1 / 252     | ━   | -/0           | 无人参选                   |
| 1989年     | 1 / 126       | 1 / 252     | ━   | 1/1           |                            |
| 1992年     | 0 / 126       | 1 / 252     | ━   | 0/10          |                            |